# Colocleora oncera
Colocleora oncera là một loài bướm đêm trong họ Geometridae.